# Суффламены
Суффламены (лат. Sufflamen) — род лучепёрых рыб семейства спинороговых. Обитают в Индийском и Тихом океанах, в настоящее время известно 5 видов. Максимальная длина тела представителей разных видов варьирует от 22 до 40 см.
Латинское название рода — перевод англ. trigger, в одном из значений, на латинский язык. 

## Виды
В составе рода выделяют 5 видов:
- Sufflamen albicaudatum (Rüppell, 1829)
- Sufflamen bursa (Bloch et Schneider, 1801) — Бело-зелёный суффламен
- Sufflamen chrysopterum (Bloch et Schneider, 1801) — Золотоплавниковый суффламен
- Sufflamen fraenatum (Latreille, 1804} — Уздечковый суффламен
- Sufflamen verres (Gilbert & Starks, 1904)